# Edith Müller-Ortloff
Edith Müller-Ortloff (geboren am 9. Januar 1911 in Schöningen; gestorben am 25. Juli 1994 in Meersburg) war eine deutsche Textilkünstlerin und Gründerin des Ateliers für Bildteppichkunst in Meersburg und damit eine wichtige Vertreterin der europäischen Bildteppichkunst.

## Leben und künstlerisches Werk
Edith Müller-Ortloff studierte Architektur an der Technischen Hochschule München, unter anderem bei Sigmund von Weech. Sie fügte ein Studium an der Akademie der Bildenden Künste München an, unter anderem bei Emil Pretorius. Sie setzte ihren künstlerischen Schwerpunkt in der Erstellung von Bildteppichen und schulte sich in mittelalterlicher Bildteppichkunst (Bildwirkerei) im Kloster Lüne, in Bayeux und Nürnberg. Sie heiratete den Maler Philipp Müller-Ortloff, sie bekamen einen Sohn und die Töchter Baya und Ursula.
Ihr erstes Atelier hatte Müller-Ortloff in Magdeburg, wo sie nach ihrem Studium als Innenarchitektin tätig war. Das Atelier wurde im Zweiten Weltkrieg zerstört, eine neue künstlerische Bleibe fand sie mit ihren Kindern 1948 im Neuen Schloss in Meersburg am Bodensee. Ihre zum Teil sehr großen Werke konnte sie hier erstellen. 1948 machte Müller-Ortloff die Meisterprüfung. Ihre abstrakten Bildteppiche fertigte sie in den klassischen Techniken: Knüpferei, Gobelin-Weberei, Relief-Stickerei, Seidenbatik, Applikation und Seidenmalerei. Die in ihren Werken verwendeten Materialien färbte sie selbst und agierte intuitiv beim Entwerfen und Fertigen ihrer Werke, um „das Unsichtbare fassbar“ zu machen.
Sie war Mitglied des Deutschen Werkbundes und hatte vor dem Krieg bereits an mehreren Ausstellungen teilgenommen, nach dem Krieg stellte sie im Bodenseekreis, in ganz Deutschland und auch in Italien (Triennale Mailand 1954) aus. Staatliche Stellen zeigten Interesse an den großformatigen Kunstwerken, Baden-Württemberg bestellte als eine der ersten drei Batiken bei ihr. Es folgte 1957 der 1. Preis bei einem Ideenwettbewerb der Bundesbaudirektion, bei dem Müller-Ortloff den Bildteppich Farbfuge eingereicht hatte, das Kunstwerk gilt heute als verschollen. In Zusammenarbeit mit der Bundesbaudirektion und dem Auswärtigen Amt stattete sie die Deutschen Botschaften in Neu Delhi und Canberra mit Bildeteppichen aus. Zahlreiche Werke hängen in staatlichen Gebäuden, Ämtern, Kasernen, Schulen, Unternehmen und Kirchen.
Edith Müller-Ortloff starb 1994; sie ist auf dem Friedhof Meersburg begraben. Ihre Tochter Baya Renate Schultze-Ortloff führte das Atelier für Bildteppichkunst in Meersburg weiter, seit einigen Jahren ist das Museum allerdings geschlossen.

## Werke (Auswahl)
- Bildteppich Zwei Menschen
- Gobelin Sonnenaufgang
- Knüpfteppich Phoenix
- Knüpfteppich David singt to God
- Knüpfteppich Wir leben unser Leben in wachsenden Ringen
- Knüpfteppich Strahlenteppich
- Knüpfteppich Tropische Nacht
- Knüpfteppich Farbfuge, Bundesratsplenarsaal. Bonn
- Knüpfteppich Apokalypse, Unsere liebe Frau, Würzburg
- Seidenbatik Polarität des Sein
- Seidenbatik Glasperlenspiel
- Rohwoll-Weberei Die 4 Jahreszeiten, Festsaal Johannes-Schule, Bottrop
- Rohwoll-Halbgobelin Freudige Spannungen
- Wandbehang Feuerfuge, Volksbank Friedrichshafen

## Auszeichnungen
- Bayerischer Staatspreis: Goldmedaille der Handwerksmesse München, 1954
- 1. Preis mit Ausführung der Bundesbaudirektion Berlin, 1958
- Bronzemedaille der Stadt Paris anlässlich einer Ausstellung, 1965
- Wappen der Stadt Meersburg anlässlich des 20-jährigen Jubiläums der Bildteppich-Werkstatt, 1968
- Goldmedaille des Europäischen Kulturkreises in Konstanz, 1980
- Goldmedaille mit Kette des Europäischen Kulturkreises in Meersburg anlässlich des 45-jährigen Jubiläums der Bildteppich-Werkstatt, 1981[3]

## Ausstellungen (Auswahl)
- 1931: Jahresausstellung der Akademie für angewandte Kunst, München (als Studentin)
- 1932: Ortsgruppe des Werkbundes, Magdeburg (als Studentin)
- 1936: Landesmuseum, Dessau
- 1936: Städtisches Museum, Magdeburg
- 1936: Städtisches Museum, Halle/Saale
- 1937: Grassi-Museum, Dresden
- 1948: Altes Schloss, Meersburg
- 1949: Ständige eigene Ausstellung im Anbau des Neuen Schlosses, Meersburg, Wessenberghaus und Konzilgebäude, Konstanz
- 1950: Völkerkunde-Museum, Hamburg
- 1950: Haus zum Cavazzen, Lindau
- 1954: Triennale, Mailand
- 1957: Baden-Württembergische Kunsthandwerksverbände zur Internationalen Messe, Paris und Florenz
- 1961: Gesamtausstellung, Pretoria
- 1969: Killesberg und Kunstgebäude, Stuttgart
- 1984: Kongress-Palast, Wien
- 1985: Palais de la Musique, Straßburg[3]

## Publikationen
- Edith Müller-Ortloff: Bildteppiche. Seekreis Verlag, Konstanz 1971.
- Edith Müller-Ortloff: Bildteppiche: Weberei. Knüpferei. Batik. Verlag Woldemar Klein, Aachen, 1972.
- Edith Müller-Ortloff: Bildteppiche in Wolle und Seide. Knüpferei. Weberei. Stickerei. Batik. Verlag des Südkurier, Konstanz 1986.